# Miloš Vučenović
Miloš Vučenović (10 marzo 1988) è un giocatore di calcio a 5 e calciatore norvegese, pivot del Sjarmtrollan e difensore del Norild.

## Biografia
Originario della Croazia, è il figlio di Darko Vučenović, ex calciatore della Stella Rossa. Anche suo fratello Uroš è un giocatore di calcio a 5.

## Carriera
Vučenović è attivo sia nel calcio che nel calcio a 5. Per quanto concerne quest'ultima attività, è in forza al Sjarmtrollan ed ha vinto la classifica dei marcatori nel campionato 2015-2016. Il 16 novembre 2016 è stato convocato per la prima volta dal commissario tecnico della Nazionale norvegese Sergio Gargelli in vista del Nordisk Mesterskap, competizione riservata alle selezioni nordeuropee. Il 30 novembre ha effettuato il proprio esordio, nella sconfitta per 4-0 contro la Finlandia.
Per quanto riguarda l'attività calcistica, invece, Vučenović è stato in forza al Polarstjernen. Ha successivamente militato nelle file del Norild, per poi accasarsi al Tromsdalen. Il 9 aprile 2007 ha esordito allora in 1. divisjon, schierato titolare nella vittoria esterna per 0-1 sul campo dello Sparta Sarpsborg. Nello stesso anno è poi stato in forza al Tromsø, senza esordire in Eliteserien. Nel 2008 è passato allo Skarp, per poi trasferirsi al Kirkenes l'anno seguente. Nel 2010 ha fatto ritorno allo Skarp, alternandosi negli anni successivi tra questo stesso club, Norild e Kirkenes.
È stato convocato anche dalla Norvegia under 15, ma non ha potuto giocare alcuna partita poiché ancora non in possesso del passaporto norvegese.